# Liste des chanceliers d'État du canton de Vaud
Cette page présente la liste des chanceliers d'État du canton de Vaud depuis 1803.
| #  | Nom                | Début de mandat  | Commentaires |
| -- | ------------------ | ---------------- | ------------ |
| 1  | Georges Boisot     | 2 mai 1803       |              |
| 2  | Scipion Louis Gay  | 7 juin 1830      |              |
| 3  | Constant Fornerod  | 26 mars 1845     |              |
| 4  | Jean-Louis Guex    | 1er juillet 1848 |              |
| 5  | Charles Carey      | 16 décembre 1856 |              |
| 6  | Ferdinand Lecomte  | 12 janvier 1875  |              |
| 7  | Georges Addor      | 20 juillet 1900  |              |
| 8  | Francis Aguet      | 27 mars 1934     |              |
| 9  | Edmond Henry       | 6 février 1951   |              |
| 10 | François Payot     | 1er mars 1962    |              |
| 11 | Werner Stern       | 1er janvier 1989 |              |
| 12 | Dominique Freymond | 1er février 1995 |              |
| 13 | Vincent Grandjean  | 1er août 1997    |              |

## Source
- « Historique de la chancellerie », sur vd.ch (consulté le 6 janvier 2015)